# Francisco Gómez de Sandoval y Rojas

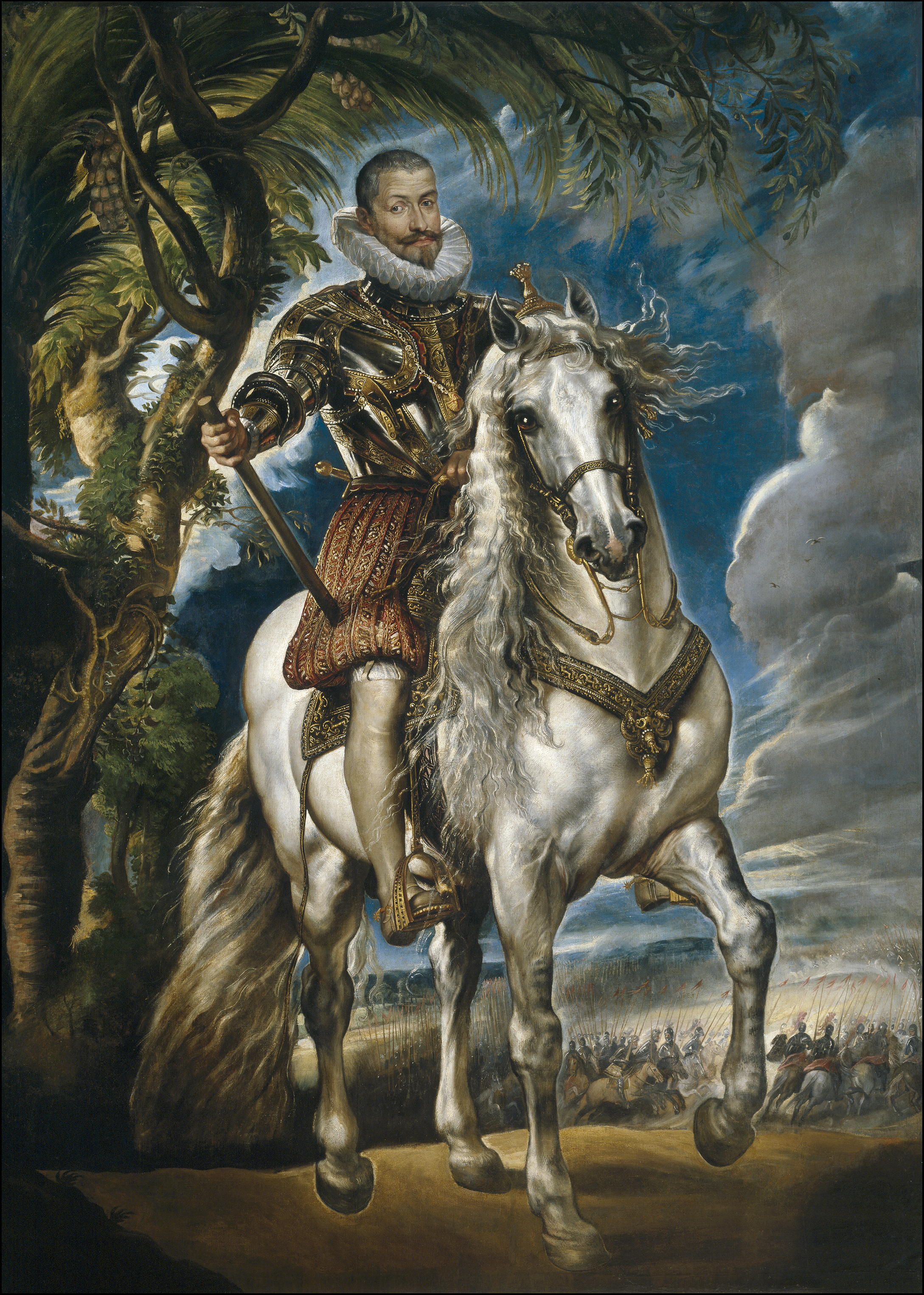
Peter Paul Rubens – Herzog von Lerma, 1603 (Museo del Prado)

Francisco Gómez de Sandoval y Rojas (* 1553 in Tordesillas; † 17. Mai 1625 in Valladolid) war Marqués von Denia und seit 1599 Herzog von Lerma; er war der wichtigste Ratgeber und Erste Minister des spanischen Königs Philipp III. und wurde im Jahre 1618 von Papst Paul V. zum Kardinal der Römischen Kirche erhoben.

## Herkunft
Der spätere Herzog von Lerma war ein Enkel des Jesuitengenerals Francisco de Borja. Seine Eltern waren Francisco Gómez de Sandoval y Zúñiga, Markgraf von Denia, und Isabel de Borja y Castro, Tochter des Herzogs von Gandía.

## Politisches Wirken

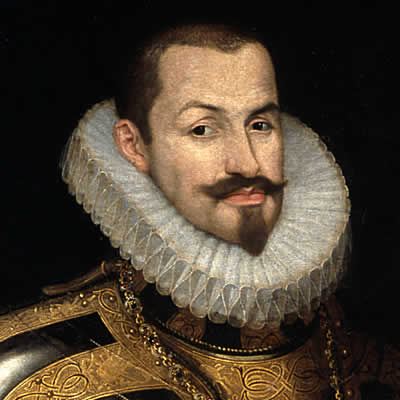
Juan Pantoja de la Cruz – Porträt des Herzogs von Lerma (um 1600)

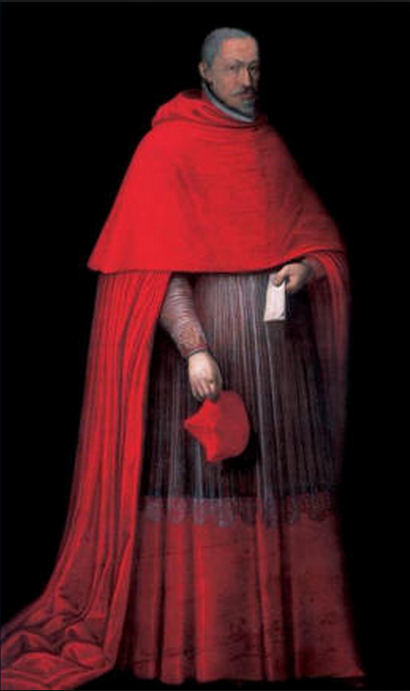
Sandoval y Rojas im Kardinalsornat mit Cappa Magna (Ölgemälde, 16. Jh.)

### Innenpolitik
Soweit bekannt, hatte der Herzog von Lerma als königlicher Siegelbewahrer bei allen wichtigen innenpolitischen Entscheidungen seine Hände im Spiel – so war er auch die treibende Kraft beim Umzug und bei der Rückkehr des spanischen Hofes nach bzw. von Valladolid (1601/1606). Im Vorfeld des Umzugs hatte er dort Grundstücke und Immobilien erworben, die er gewinnbringend weiterverkaufen konnte. In den Jahren 1609–1615 betrieb er – nach Attentatsspekulationen gegen den König – die endgültige Vertreibung der Nachkommen der Mauren (moriscos), die im Süden Spaniens, aber auch in Aragón immer noch einen großen Bevölkerungsanteil (ca. 15–20 %) ausmachten.

### Außenpolitik
Mit dem „Erzfeind“ England schloss der Herzog im Jahr 1604 einen Friedensvertrag. Drei Jahre später wurde die Einstellung aller Kriegshandlungen in den spanisch besetzten Niederlanden verfügt, die im Jahre 1609 in einen offiziellen – allerdings von vornherein auf 12 Jahre begrenzten – Waffenstillstand mündete. Regional begrenzte Kriege oder Konflikte gab es allerdings in Italien sowie gegen das Osmanische Reich und in Marokko.

### Kardinalserhebungen
Lerma hatte wesentlichen Einfluss darauf, wen der König als Kronkardinal nominierte. Bis auf eine Ausnahme waren alle in dieser Zeit ernannten spanische Kardinäle mit dem Duque de Lerma entweder verwandt oder auf andere Weise eng verbunden. Der erste Kardinal, der seine Ernennung dem Wirken des Herzogs von Lerma verdankte, war Bernardo de Sandoval y Rojas. Er erhielt sein Kardinalat am 3. März 1599 und betrachtete sich während seines gesamten Lebens mehr als Funktionsträger der spanischen Krone denn als Diener des Papstes – Rom besuchte er nie. Der nächste Geistliche, der Lerma seinen Kardinalshut verdankte, war Antonio Zapata y Cisneros. Ihnen folgten die Erhebung von Gaspar de Borja y Velasco und Gabriel Trejo Paniagua. Letzterer war ein Verwandter von Rodrigo Calderón, wiederum ein Günstling von Francisco Gómez de Sandoval y Rojas. Der Duque de Lerma setzte sich außerdem dafür ein, dass der Dominikaner und Beichtvater des spanischen Königs Jerónimo Xavierre den Kardinalshut erhielt. Der sechste Kardinal, der seine Ernennung dem Duque de Lerma verdankte, war Baltasar de Moscoso y Sandoval. Die Verleihung des Kardinalshutes an Kardinalinfant Ferdinand war dagegen ein Schachzug der Gegner des Duque de Lerma. Sie wollten damit verhindern, dass der Herzog das reiche Erzbistum Toledo erhalten würde, wenn er eine Ernennung zum Kardinal durchsetzen konnte.

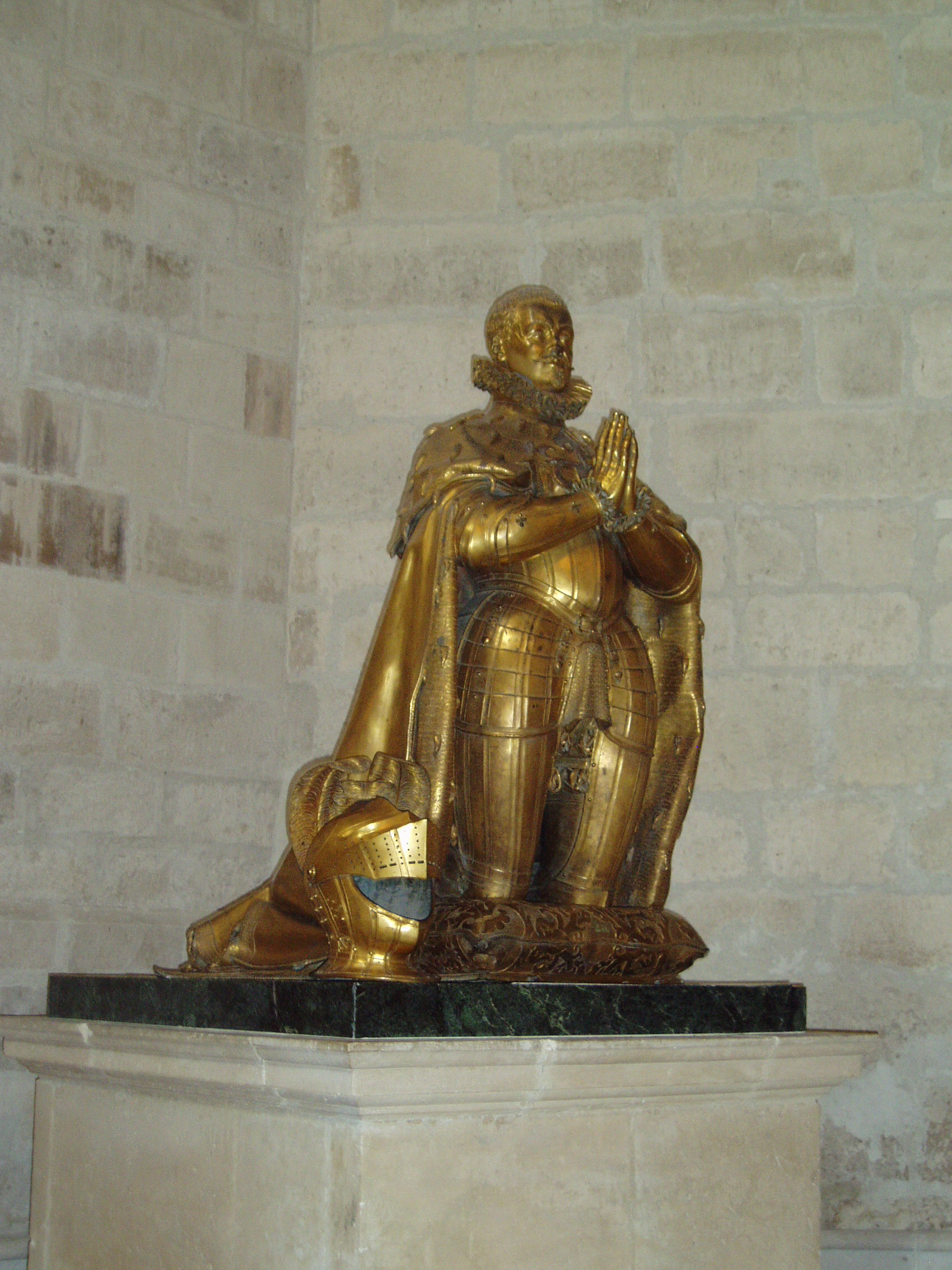
Bronzefigur des Herzogs von Lerma in der Kapelle von San Gregorio, Valladolid

## Ende des Einflusses
Je größer die Machtfülle wurde, die er in seiner Person vereinigte (z. B. erwarb er im März 1608 von der spanischen Krone zum Preis von 5,48 Millionen Maravedis die Grundherrschaft (señorio) über mehr als 300 Orte in der Umgebung von Lerma), desto größer wurde auch die Zahl seiner Feinde. Deren wichtigster war Gaspar de Guzmán, Graf von Olivares, später Herzog von Sanlúcar, der als „Herzog von Olivares“ in die spanisch-europäische Geschichte eingehen sollte. Seit 1613, als seine Position am spanischen Königshof bereits geschwächt war, versuchte der Herzog von Lerma selber den Kardinalspurpur zu erringen; er war jedoch erst im Jahr 1618 erfolgreich und wurde zum Kardinalpriester der Titelkirche San Sisto ernannt. Damit einher ging sein Rückzug aus der Politik. Die letzten Jahre seines Lebens verbrachte er zurückgezogen in Valladolid, jedoch nicht ohne Zwistigkeiten mit Olivares und König Philipp IV.

## Grabmäler
Der Herzog von Lerma und seine bereits im Jahr 1603 verstorbene Gemahlin Doña Catalina de la Cerda Manuel sind in der Kirche San Pablo in Valladolid beigesetzt – hier finden sich auch Marmorkopien der in den Jahren 1601–1607 von Pompeo Leoni (um 1530–1608) und Lesmes Fernández del Moral angefertigten Bronze-Grabmäler. Diese wurden im Rahmen der Desamortisation der Kirchengüter in Spanien im Jahre 1835 in das Colegio de San Gregorio verbracht; beide Grabmäler gehören heute zum Bestand des Museo Nacional de Escultura.